# رخدة (الحيمة الداخلية)

تعديل مصدري - تعديل

رخدة هي إحدى قرى عزلة الحدب بمديرية الحيمة الداخلية التابعة لمحافظة صنعاء، بلغ تعداد سكانها 333 نسمة حسب تعداد اليمن لعام 2004.